# Lygodiumsporites
Genre
Lygodiumsporites est un genre fossile de fougères de la famille des Schizaeaceae.

## Répartition
Selon la Paleobiology Database (11 décembre 2023), les fossiles sont découverts en Argentine, Chine, Inde, Cuba et aux États-Unis (Texas).

## Classification
Le genre Lygodiumsporites a été décrit en 1956 par le minéralogiste et paléobotaniste allemand Robert Potonié (1889-1974),.

## Liste des espèces
Selon Palynodata (11 décembre 2023) :
- †Lygodiumsporites adriennis
- †Lygodiumsporites ambiperforatus
- †Lygodiumsporites asper
- †Lygodiumsporites bargoensis
- †Lygodiumsporites barofensis
- †Lygodiumsporites barogensis
- †Lygodiumsporites bernisartensis
- †Lygodiumsporites bifurcatus
- †Lygodiumsporites crassus
- †Lygodiumsporites crispatus
- †Lygodiumsporites donaensis
- †Lygodiumsporites edelii
- †Lygodiumsporites enigmaticus
- †Lygodiumsporites eocenicus
- †Lygodiumsporites exiguus
- †Lygodiumsporites formosus

Selon la Paleobiology Database (11 décembre 2023) :
- †Lygodiumsporites edelii Mathur & Chopra, 1982
- †Lygodiumsporites eocenicus Dutta & Sah, 1970, holotype trouvé en Inde
- †Lygodiumsporites lakiensis Sah & Kar, 1969

Selon The International Fossil Plant Names Index (IFPNI) (11 décembre 2023) :
- †Lygodiumsporites adriennis
- †Lygodiumsporites jakovlevii